# Dommel (watergang)

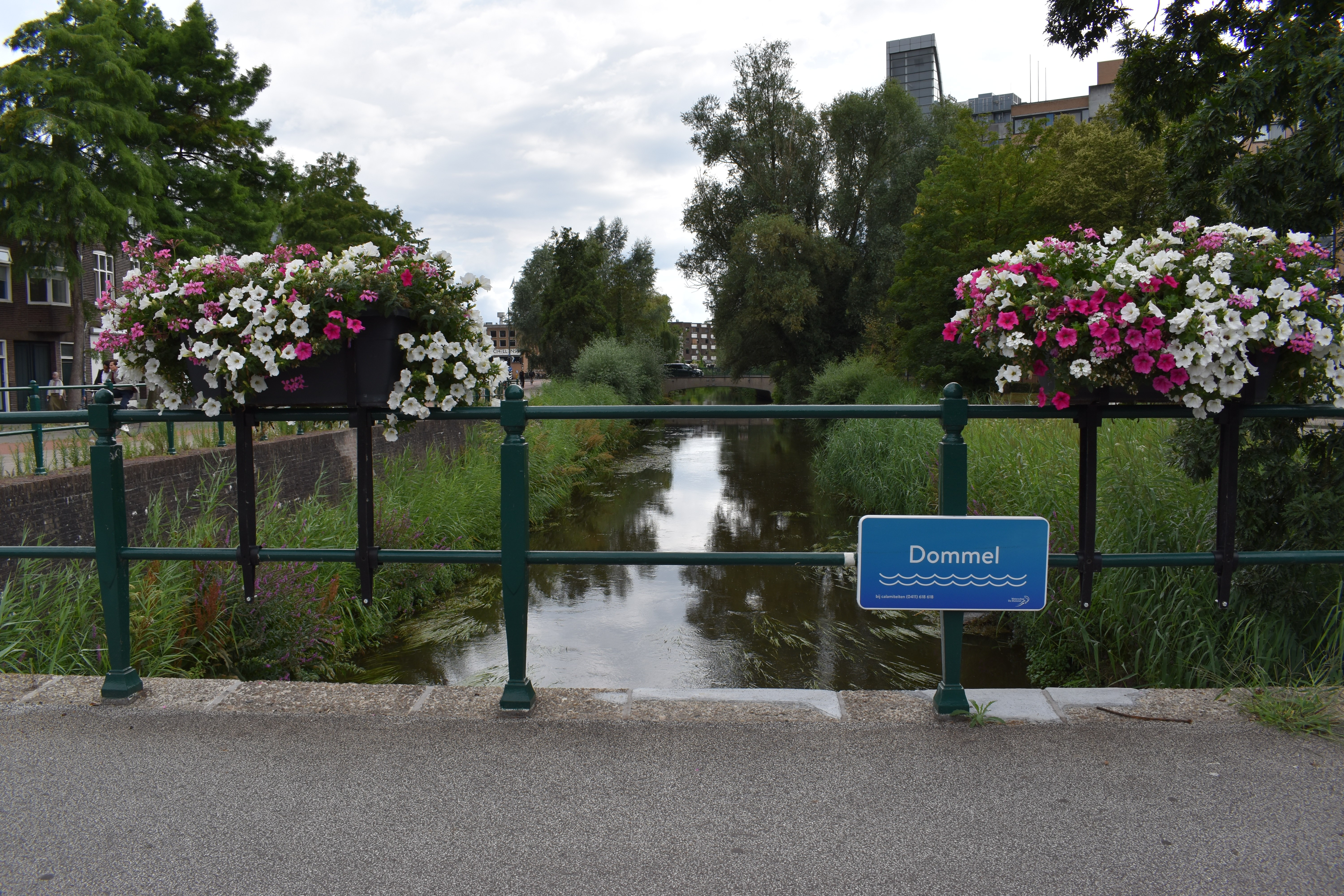
De Dommel in Eindhoven

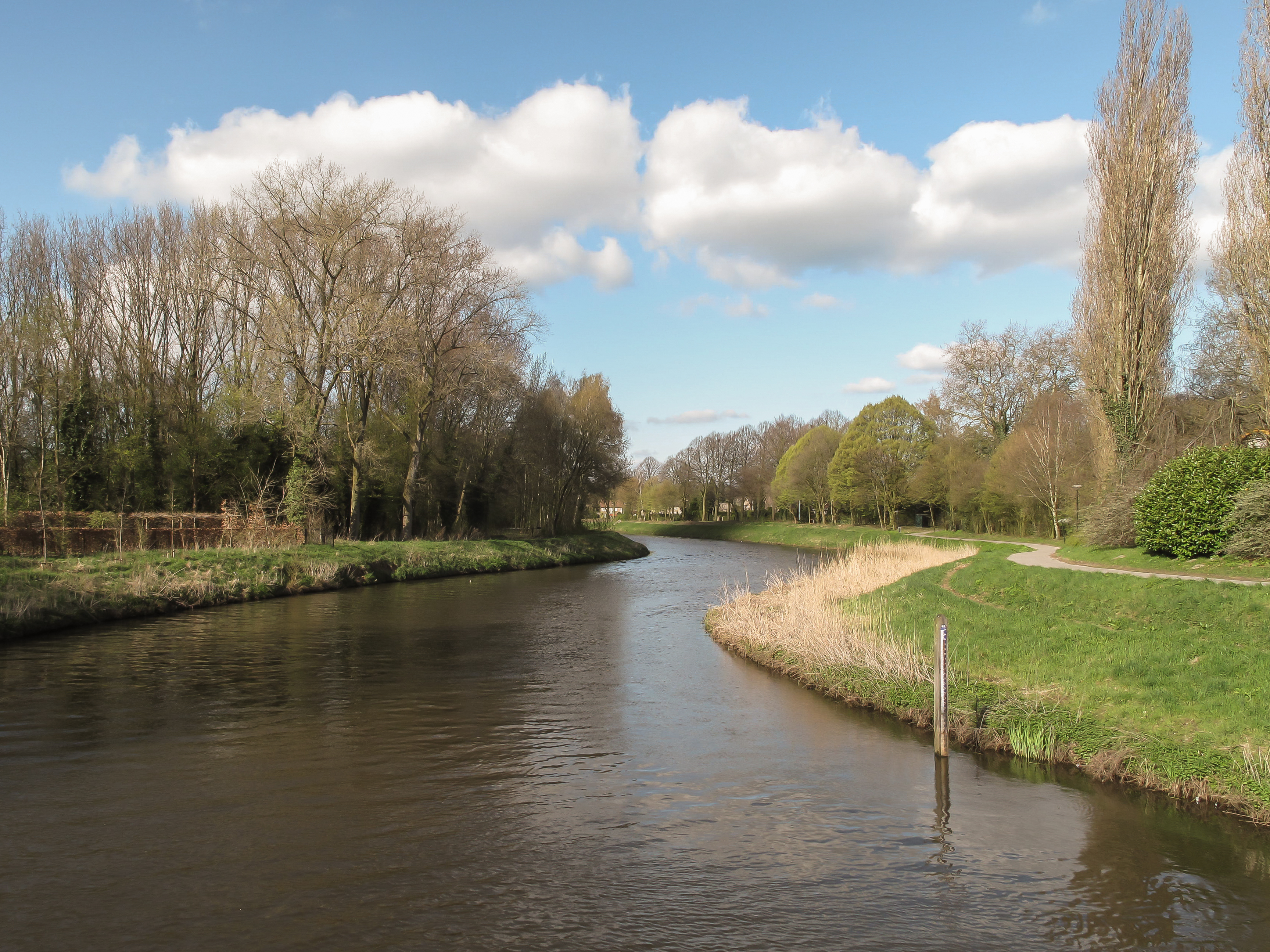
De Dommel in Sint Michielsgestel

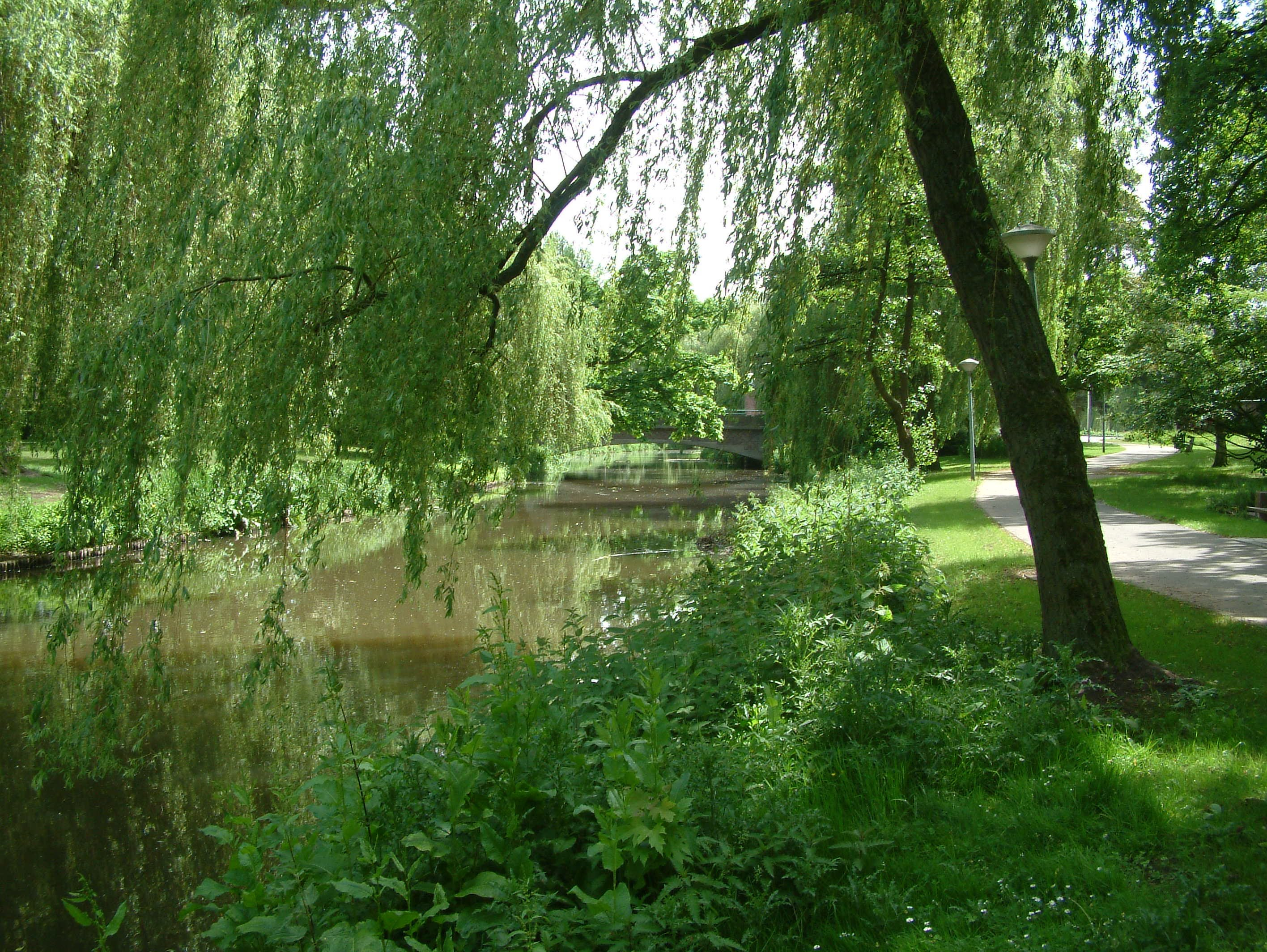
De Dommel in Eindhoven

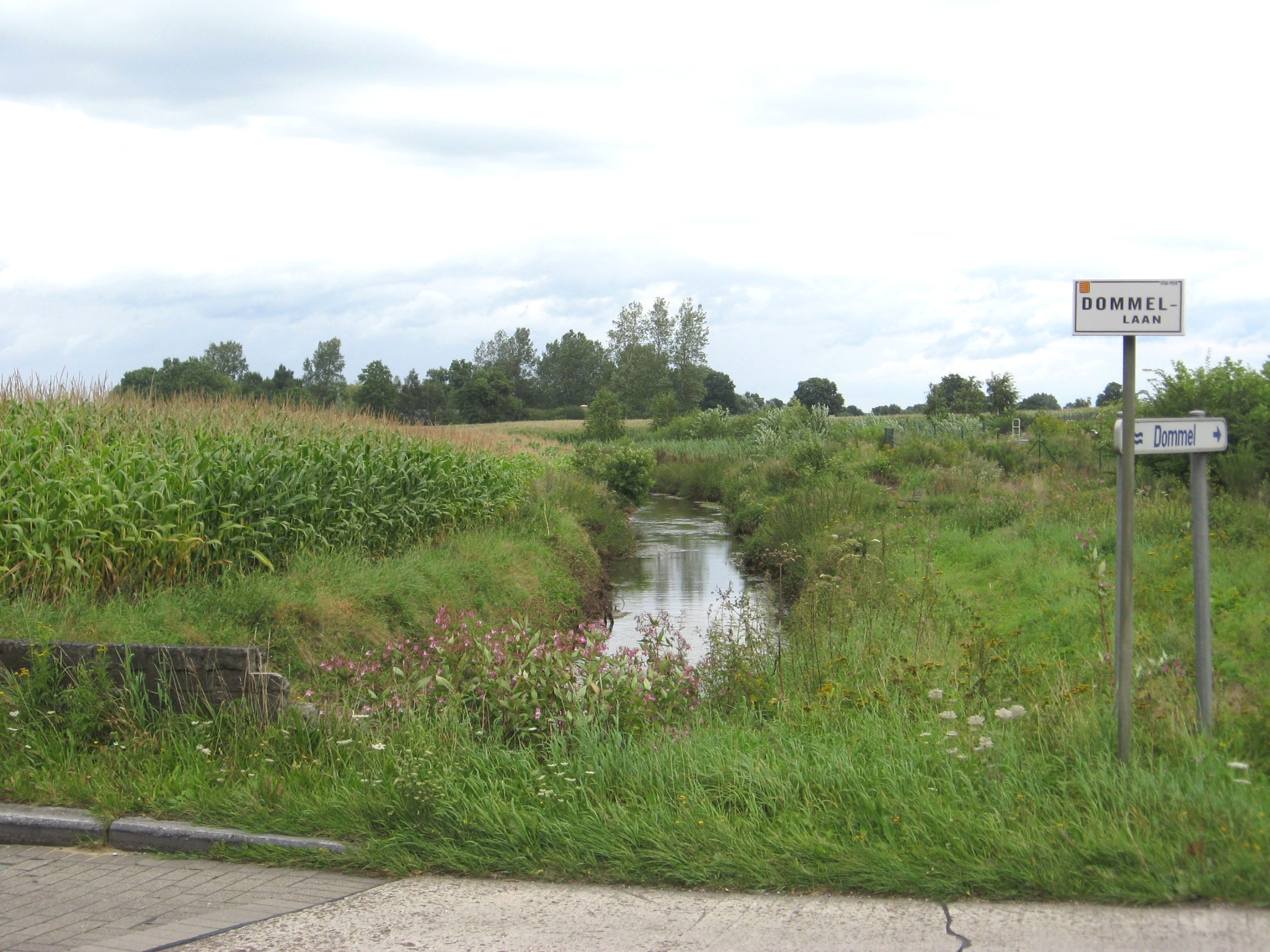
De Dommel op de grens van Overpelt en Kleine-Brogel

De Dommel is een beek en stroomafwaarts een kleinere rivier in de Kempen en de Meierij van 's-Hertogenbosch. Hij meet 120 kilometer, waarvan 35 kilometer op Belgisch (Limburgs) grondgebied en 85 op Nederlands (Noord-Brabants) grondgebied.

## Geschiedenis
Geologisch gezien ligt het dal van de Dommel in de Roerdalslenk.
Tijdens het Vroeg Pleistoceen stroomden op de locatie van de huidige Dommel de Rijn en Maas door een dal dat door de inzakkende Slenk werd gevormd. Beide grote rivieren verlegden mettertijd hun loop echter naar het oosten, het verschuivend 'zwaartepunt' van de Roerdalslenk volgend. In de tussentijd liet de Maas wel nog het Plateau van de Kempen achter, de grootschalige verhevenheid alwaar de Dommel vandaag zijn bron vindt.
Het is niet bekend wanneer de naam “Dommel” ontstond. In het begin van achtste eeuw maakt Bisschop Willibrord melding van de rivier “Duthmala”. Zoals alle Dommel-hydroniemen in Zuidnederland en België (Dommelbeek te Anzegem (B), Dommelsbeek te Outer (B), Dommelsvaart te Beek en Donk (NL), Dommelsvoort te Cuyck (NL) bestaat de naam van de Brabantse waterloop uit twee delen: eerst het toponiem Dommel zelf gevolgd door een waternaam, zoals uit de oudste vermelding Dut(h)mala blijkt, waarin de eind-a water, rivier betekent. Deze -a werd nog tot in de 14e eeuw geschreven (1340: dumella), maar is in de loop van de tijd verdwenen. Deze waterlopen werden vaak vernoemd naar een opvallend punt in het landschap, type Molenbeek, Kerkvliet. Het toponiem Dommel bestaat op zijn beurt uit twee elementen, t.w. dut 'volk', als in duut(sch) uit ouder Germaans theuod- en het element ma(h)al- dat dingplaats, volksgeding betekent. De naam van de rivier de Dommel betekent dus waterloop langs de dingplaats. Het toponiem dommel komt ook nog voor in de naam van de Duitse stad Detmold, die in 784 al is opgetekend als theotmalli, eveneens uit Germaans theot volk en mall- dingplaats.
De Dommel was ooit een belangrijke rivier. In de Romeinse tijd werd er waarschijnlijk op gevaren. Vermoedelijk stroomde de rivier vroeger sneller en was ze dieper uitgesneden in het landschap. Dit veranderde toen de mens ingreep en de oeverbossen kapte om daar hooilanden van te maken. Dit proces was omstreeks 1450 afgerond. Zand kreeg vrij spel en hier en daar werd de rivier daardoor afgesneden en vormden zich stroomversnellingen. Daardoor ging de rivier meanderen. Ook overstromingen kwamen voor, mede door de bouw van watermolens, waartoe immers het water opgestuwd moest worden. Dit gaf aanleiding tot veel conflicten omtrent het maximaal toegestane waterpeil. In 1863 werd Waterschap De Dommel opgericht, in het bijzonder om de wateroverlast te beperken. In de 20e eeuw werden vele doornhagen vernietigd, daar prikkeldraad efficiënter was. De intensivering van de landbouw bracht kunstmest en intensieve veehouderij, dus ook dierlijke mest, waardoor het water van de Dommel zeer voedselrijk werd. Dit werd nog verergerd door de sterke verstedelijking, waardoor de hoeveelheid afvalwater uit huishoudens en industrie steeds toenam. Tot 1950 had zelfs een stad als Eindhoven geen waterzuiveringsinstallatie. Het Dommelwater was buitengewoon smerig, maar in 1963 werd een grote waterzuiveringsinstallatie in Eindhoven geopend en door transportleidingen is daarop ook een groot aantal plaatsen in de regio aangesloten. De zuiveringsinstallatie werd voortdurend uitgebreid.
In het Vlaamse deel van het stroomgebied kwam de waterzuivering later op gang, maar ook daar zijn inmiddels grote vorderingen gemaakt.
Bleef het gevaar van overstort bij langdurige regenval, waardoor soms water van slechte kwaliteit in de Dommel terechtkwam. Dit kon worden tegengegaan door de waterbergingscapaciteit van de riolering uit te breiden en door retentievijvers aan te leggen.
Delen van de Dommel vielen ten offer aan kanalisatie ofwel het rechttrekken van de Dommel. Dit proces begon omstreeks 1890 en strekte zich uit tot diep in de tweede helft van de 20e eeuw. Doel was om het water sneller af te voeren en grond te winnen. In het eerste decennium van de 21e eeuw heeft het Waterschap plannen ontwikkeld om de Dommel een natuurlijker karakter te geven en de kanalisatie over aanzienlijke afstanden ongedaan te maken. Hierdoor zal tevens de waterbergingscapaciteit van de rivier toenemen. Zo stroomt de Dommel sinds 2013 weer door de originele loop in Boxtel en heeft het afwateringskanaal ten oosten van Boxtel niet langer de rol van hoofdloop maar, van back-up bij een hoge wateraanvoer.

## Bron en stroomgebied
Het stroomgebied van de Dommel behoort tot dat van de Maas.
Ten westen ervan ligt het stroomgebied van de Donge, dat eveneens tot het stroomgebied van de Maas behoort. Verder naar het zuiden ligt het stroomgebied van de Schelde. Ten oosten van de Dommel ligt het stroomgebied van de Aa. Verder naar het zuiden vindt men een aantal riviertjes die rechtstreeks in de Maas uitkomen.
De bron van de Dommel bevindt zich op het Kempens plateau bij het gehucht Wauberg in de gemeente Peer in Limburg. Op dit plateau ontspringen ook beken die rechtstreeks naar de Maas vloeien, dan wel via Zwarte Beek en Demer naar de Schelde vloeien. De bron van de Dommel ligt op 77 meter boven zeeniveau. Het verval van de Dommel is 75 meter.
Via Overpelt en Neerpelt bereikt het riviertje de Nederlandse grens, die het ten zuiden van Schaft passeert. Vanaf de Belgisch-Nederlandse grens bij Borkel en Schaft is het verval nog slechts 25 meter.
Via Dommelen en Veldhoven bereikt de Dommel Eindhoven en vervolgens meandert de rivier noordwaarts via Son en Breugel, Sint-Oedenrode, Boxtel, Gemonde, Sint-Michielsgestel en Vught naar 's-Hertogenbosch. Aldaar komt de Dommel samen met de Aa, om als Dieze verder te stromen. Ter hoogte van Engelen volgt de scheepsroute het Diezekanaal, dat na Sluis Engelen de Maas instroomt. De rivier stroomt nog noordwaarts in de richting van het voormalige Fort Crèvecoeur om via de spuisluizen de Maas in te stromen.
Tussen Eindhoven en Son en Breugel kruist de Dommel het Wilhelminakanaal. De Dommel stroomt hier onder het hoger gelegen kanaal door, net zoals de rivier dat eerder al in Neerpelt doet onder het Maas-Scheldekanaal.

## Zijrivieren
De Dommel ontspringt iets ten zuiden van Wauberg en stroomt dan noordwaarts langs Linde en tussen Wijchmaal en Peer, waar hij de Houtenstraatloop/Kleine Beek in zich opneemt. Oostelijk van Eksel mondt de Bolisserbeek in de Dommel uit. Een volgend beekstelsel komt bij Neerpelt in de Dommel als Holvense beek. Bij Borkel overschrijdt de Dommel de Belgisch-Nederlandse grens en stroomt in noordelijke richting tussen Valkenswaard en Dommelen door om ten zuidwesten van Waalre-dorp de Keersop op te nemen. Dan stroomt de Dommel verder noordelijk. Ten zuiden van het Eindhovense stadsdeel Gestel takt het Afwateringskanaal Eindhoven in noordelijke richting af naar het Beatrixkanaal. In Eindhoven vloeit de Tongelreep in de Dommel en verderop naar het noorden kwam vroeger de Gender in de Dommel. Verderop watert een grote rioolwaterzuiveringsinstallatie uit op de Dommel. Bij de samenvloeiing met de Kleine Dommel maakt de hoofdrivier een scherpe knik naar links doordat de Kleine Dommel door de Centrale Slenk loopt, en nu loopt ook de Dommel door deze slenk in noordwestelijke richting.
Ter hoogte van Son gaat de Dommel met een duiker onder het Wilhelminakanaal door en vervolgens komen de Breugelse Beek en de Groote Beek, waaraan veel vergraven is, in de Dommel.
De benedenloop kent tot Boxtel geen zijrivieren van betekenis, afgezien van de Ollandse Waterloop. in Boxtel komt het Smalwater in de Dommel. Het Omleidingskanaal werd ten oosten van Boxtel aangelegd om een grote Dommelbocht kort te sluiten, teneinde Boxtel van wateroverlast te vrijwaren. Een belangrijke zijrivier komt bij Halder in de Dommel: de Esschestroom, die veel water uit het gebied ten westen van de Dommel afvoert. Ten noorden van Vught takt het Afwateringskanaal 's-Hertogenbosch-Drongelen af in westelijke richting en stroomt de Dommel noordwaarts door 's-Hertogenbosch. Ten noorden van de binnenstad komen de Zuid-Willemsvaart en de Aa in de Dommel. De Aa ontwatert een groot gebied ten oosten van het Dommeldal. Van nu af aan heet de waterloop de Dieze, waarvan nog het Diezekanaal en de Oude Dieze zich aftakken om uiteindelijk in de Maas te vloeien.

## Watergolf Eindhoven
Om te zorgen dat het Eindhovense stadsdeel Gestel geen hinder meer heeft van overstromingen van de Dommel, zijn er eind 2014 60 cm hoge kades aangelegd langs de Dommel en omgeving. Op de kade is tegelijkertijd een nieuw fietspad aangelegd. Door deze aanpassingen heeft het gebied Dommeldal-Zuid een andere aanblik gekregen met meer ruimte voor de natuur en de Dommel.

## Afvoer
De afvoer van de Dommel is zeer onregelmatig en is afhankelijk van de hoeveelheid regen die is gevallen in het bekken van de Dommel. Op het moment dat de Dommel samenvloeit met de Aa is de gemiddelde afvoer 14 m³/s. In droge tijden kan dit slechts enkele kubieke meters per seconde bedragen, terwijl in extreem natte tijden een afvoer van 100 m³/s niet ongewoon is.

## Watermolens
Langs de Dommel zijn nog verschillende watermolens bewaard gebleven, zowel op Belgisch als op Nederlands grondgebied. Dat is het geval in Overpelt (Kleinmolen, Wedelse Molen, Bemvoortse Molen en Slagmolen), Valkenswaard (Venbergse Watermolen), Dommelen (Dommelse Watermolen), Waalre (Volmolen), Eindhoven (Genneper watermolen) en Nederwetten (Hooidonkse watermolen). Vaak betreft het hier zeer oude molens. Zo werd de Wedelse Molen al in 710 vermeld.
Andere watermolens langs de Dommel zijn geheel of gedeeltelijk verdwenen, namelijk de Loondermolen tussen de Dommelse Watermolen en de Volmolen, de Stratumse Watermolen te Eindhoven en de Woenselse Watermolen te Woensel, de Wolfswinkelse Watermolen bij Son, de Borchmolen in Sint-Oedenrode, de Kasterense Watermolen, twee watermolens in Boxtel en de watermolen bij Herlaar.

## Waterkracht
In de Dommel op Landgoed Zegenwerp in Sint-Michielsgestel bevindt zich sinds 2016 een coöperatieve waterkrachtcentrale. De centrale bestaat uit een waterkrachtvijzel met daaraan gekoppeld een stroomgenerator van 120 kW, die duurzame energie opwekt voor maximaal 200 huishoudens. De waterkrachtcentrale is een initiatief van Energiecoöperatie Dommelstroom. Daarnaast bevinden zich in de Dommel nog enkele kleine waterkrachtcentrales. Bij Nederwetten Molenstuw Hooydonk (moderne vijzelturbine) en de traditionele Hooidonkse watermolen. In Waalre wekt de historische Volmolen sinds 2000 elektriciteit op.  

## Beschermde natuur langs de Dommel

### Natura2000 bescherming voor de waterloop
Vanaf de Belgische grens tot de monding van de Run maakt de, waterloop van, de Dommel deel uit van het Europese natuurnetwerk Natura 2000, namelijk
het gebied Leenderbos, Groote Heide en de Plateaux. De waterloop is aangewezen onder andere wegens het voorkomen van de drijvende waterweegbree.

### Natuurgebieden
Bovendien voert de Dommel door een aantal natuurgebieden, waarvan meerdere zijn aangewezen als Natura2000-gebieden. Het betreft hier van zuid naar noord achtereenvolgens de gebieden:
- De Dommelvallei (België)
- Het Hageven (België)
- De Plateaux
- De Malpiebeemden
- De Malpie
- Dommeldal (Waalre)
- Klotputten bij Hanevoet
- Groengebied Gennep
- Het Eckartse Bos
- Bossen bij Soeterbeek
- De Rietmusschen
- Dommeldal bij Vaartbroek
- Boktse Beemden
- Dommeldal bij Wolfswinkel
- Dommelbeemden en Moerkuilen
- Dommeldal bij Liempde en Olland
- Dommeldal bij Kasteren
- Dommelbimd
- Zegenrode
- Zegenwerp
- Venrode
- Haanwijk
- Het Bossche Broek

Hierin zijn niet inbegrepen gebieden langs zijbeken zoals de Tongelreep, Groote Aa, Strijper Aa, Kleine Dommel en Hooidonkse Beek.
Het Dommeldal tussen Sint-Oedenrode en Olland is door de provincie Noord-Brabant als aardkundig monument aangewezen.

## Waterschap De Dommel
In 1995 is de Dommel ten zuiden van 's-Hertogenbosch overstroomd. Ook in vroeger tijden zorgde de rivier regelmatig voor overstromingen. In 1863 werd daarom het Waterschap De Dommel opgericht.

## Zijbeken van de Dommel
De vroeger veel sterker meanderende beek is nu grotendeels gekanaliseerd.
Het stroomgebied van de Dommel is een onderdeel van het stroomgebied van de Maas.
Dommel en Aa komen, samen met de Zuid-Willemsvaart, bij 's-Hertogenbosch uit in de Dieze, die in de Maas uitmondt.
De zijrivieren en andere in de Dommel uitmondende waterlopen zijn, stroomafwaarts gezien van de bron in Peer:
- Houterstraatloop, bij Peer
  - Kleine Beek
- Bolisserbeek, bij Eksel
- De Grote Zeldert of gewoon De Zeldert, bij Overpelt
  - Hoevenderloop
  - Gortenloop
  - Gortenbuitenloop
  - Holvense Beek, waar de Dommel de grens tussen Overpelt en Neerpelt vormt
- Eerevensche Loop, bij Schaft
- Blauwe Loop, bij Valkenswaard
- Rijt, bij Valkenswaard
- Keersop, bij Waalre
  - Beekloop, bij Westerhoven
  - Zoeterloop, bij Loo
  - Fortjeswaterloop, bij Luyksgestel. In België: Klagloop
  - Bosser Weijerloop, bij Luyksgestel
  - Elzenloop, bij Luyksgestel
    - Kolkgracht
    - Heuvelse Loop
- Run, bij Veldhoven
  - Diepenreitse Waterloop, bij Eersel
  - Aa, ten noorden van Weebosch
- Tongelreep, te Gestel. In België: Warmbeek
  - Goorloop, bij Aalst
  - Haagbroekerloop, bij de Achelse Kluis
    - Voorterloop, bij Schaft

  - Oude Beek
    - De Vliet, bij Achel

  - Beverbeekloop
  - Dorperloop, bij Kaulille
  - Kleine Broekbeek
  - Jongemansbeek of Vrenenbeek
- Lakerloop, te Tongelre, vrijwel verdwenen
- Gender, te Eindhoven, deels ondergronds
  - Rundgraaf, bij Strijp
- Kleine Dommel of Rul
  - Beekloop bij Geldrop
  - Peelrijt of Rielloop bij Heeze
  - Grote Aa, bij het Kasteel Heeze
    - Strijper Aa bij Leende
    - Buulder Aa bij Leende
      - Naaste Loop bij Soerendonk, in België bij Hamont: Rioolbeek
      - Weergraaf, tussen Soerendonk en Budel
      - Kranjes Beek bij Hamont

  - Sterkselse Aa, bij het Kasteel Heeze
    - Kamersvenloop, bij Hugten
- Hooidonkse Beek, bij Nederwetten. Gaat bovenstrooms over in Luchense Wetering.
- Herpenbeek ten zuiden van Son
- Breugelse Beek bij Breugel
- Sonse Waterloop te Son
  - Grote Beek
  - Ekkersrijt, stroomopwaarts Bruggenrijt genaamd
- Grote Waterloop bij Liempde
- Ollandse Waterloop bij Olland
- Smalwater, te Boxtel, gaat over in de Beerze
  - Kleine Aa takt af van Smalwater en mondt uit in de Essche Stroom
  - Koevertse Loop, bij Lennisheuvel
  - Groote Beerze, verandert bij Bladel van naam in Aa of Goorloop
    - Wagenbroeks Loopje, bij Casteren
    - Dalemstroompje, bij Hapert

  - Kleine Beerze
- Omleidingskanaal ten oosten van Boxtel
- Essche Stroom, bij Halder
  - Oude Leij, bij Esch
  - Kleine Aa, bij Esch, komt uit in het Smalwater
  - Rosep, bij Haaren
  - Ruijsbosse Waterloop, bij Haaren
  - Voorste Stroom, bij Oisterwijk. Voortzetting deel van Essche Stroom.
    - De Nieuwe Leij, Voortzetting van de Voorste Stroom bij Tilburg
      - De Katsbogte, bij Goirle
      - De Blaak, ten zuidwesten van Tilburg
      - De Poppelsche Leij
      - De Rovertsche Leij

  - Achterste Stroom, bij Oisterwijk. Voortzetting deel van Essche Stroom, gaat over in Reusel
    - Spruitenstroompje, bij Haghorst
    - Raamloop, bij Lage Mierde
    - Belevensche Loop, bij Reusel
    - Hoevense Loopje, bij Reusel
- Afwateringskanaal 's-Hertogenbosch-Drongelen

## Recreatie
De Dommel is door de stroming en breedte geschikt om op te kanovaren. De rivier wordt gebruikt voor dagtochten, kanoslalom en soms voor wildwaterafvaart. Drie kanoverenigingen zijn aan de Dommel gevestigd: HKC (Hooidonkse Kano Club) in Sint-Oedenrode, VKC (Volmolense Kano Club) bij de Volmolen in Waalre en KV de Pagaai in Boxtel. Bij de Genneper watermolen worden ook regelmatig kanoslalom- en afvaartwedstrijden gehouden.